# Primase d'Hadrumète
Primase (en latin Primasius) est un évêque d'Hadrumète, dans la province d'Afrique, ayant vécu au VIe siècle (mort après 553).

## Éléments biographiques
Il fit partie d'une délégation d'évêques envoyée en 542 à Constantinople par Dacien, métropolitain de Byzacène. Il rencontra alors son compatriote Junillus Africanus, questeur du palais sacré nouvellement nommé, qui lui dédia ses Instituta regularia divinæ legis.
Mais il est surtout connu par la part qu'il prit à l'affaire des Trois Chapitres. En 550, l'épiscopat d'Afrique rompit la communion avec le pape Vigile, coupable d'avoir entériné, dans son Judicatum du 11 avril 548, la condamnation des Trois Chapitres ; une lettre de justification fut adressée à l'empereur Justinien.[réf. nécessaire] L'année suivante, quatre évêques africains (l'archevêque Reparatus de Carthage, Firmus de Tipasa, Verecundus de Junca et Primase d'Hadrumète) furent convoqués à Constantinople. Lorsque le pape destitua et excommunia l'évêque Théodore Ascidas, conseiller de l'empereur et inspirateur de la condamnation des Trois Chapitres, puis se réfugia dans l'église Saint-Pierre près du palais d'Hormisdas (14 août 551), Primase et Verecundus de Junca se trouvaient auprès de lui. Tous deux accompagnaient aussi Vigile lorsqu'il s'enfuit de nuit, en sautant par une fenêtre, traversa le Bosphore et se réfugia dans l'église Sainte-Euphémie à Chalcédoine (23 décembre 551). Verecundus mourut dans une hôtellerie (« in diversorio ») près de l'église. Le pape accepta de rentrer à Constantinople au printemps 552.
Le Deuxième concile de Constantinople se réunit du 5 mai au 2 juin 553 et le pape Vigile refusa d'y siéger. L'évêque Théodore de Limyra (en Lydie) fut envoyé pour inviter Primase à s'y joindre ; « Papa non præsente non venio », répondit-il. Il contresigna le Constitutum adressé le 14 mai par le pape au concile (seul évêque africain parmi les signataires). L'assemblée décida de sévir contre les récalcitrants, et Primase fut enfermé dans un monastère.
Le pape Vigile finit par avaliser les décisions du concile et condamner formellement les Trois Chapitres par une lettre au patriarche Mennas datée du 8 décembre 553. Selon Victor de Tunnuna, Primase capitula également, pour une raison d'ambition personnelle : Boëtius, métropolitain de Byzacène, étant mort, il voulut lui succéder. Ensuite, il serait rentré en Afrique et aurait participé à la persécution de ses anciens amis. On ignore en quelle année il mourut (avant Victor de Tunnuna, puisque celui-ci évoque sa mort).

## Œuvre littéraire
Primase d'Hadrumète est l'auteur d'un Commentaire sur l'Apocalypse en cinq livres, déjà signalé par son contemporain Cassiodore. Parmi ses sources, il mentionne en premier lieu saint Augustin, dont il cite de nombreux textes (parmi lesquels une lettre à un médecin Maxime de Thena qui n'est connue que par lui). Il s'est également inspiré du commentaire perdu du donatiste Tyconius. Il cite le texte biblique dans une vieille traduction latine, utilisée par Tyconius, antérieure à la Vulgate. Le commentaire de Primase a été répandu et a exercé de l'influence dans les siècles suivants.
Cassiodore attribue aussi à Primase un traité en un livre intitulé Quid faciat hæreticum (qui faisait suite dans son manuscrit au Commentaire sur l'Apocalypse), et Isidore de Séville lui attribue un De hæresibus en trois livres dont le premier aurait été intitulé Quid hæreticum faciat. Ces textes sont perdus. Le théologien parisien Jean Gagney a publié en 1537 des commentaires des épîtres pauliniennes et de l'Épître aux Hébreux en les assignant à Primase d'Hadrumète, erreur qui s'est perpétuée jusqu'à la Patrologie Latine de Migne, mais qui a été réfutée par J. Haussleiter. 
La première édition imprimée du Commentaire sur l'Apocalypse a été réalisée par Eucharius Cervicornus à Cologne en 1535 (puis Paris, Vivant Gaultherot, 1544 ; Paris, Jean Fouchet, 1544 ; Bâle, Robert Winter, 1544).   

## Édition
- PL, vol. LXVIII, col. 793-936.